# Schwebel
Schwebel ist ein deutscher Familienname.

## Bedeutung und Herkunft
1. Schwebel ist ein deutscher Familienname mit der Bedeutung Schwabe.
2. Schwebel ist eine Nebenform von Schwäble (Schwabe).
3. Schwebel ist eine Nebenform von Schwefel.[1][2][3]

## Belege
- 1322 Ulr. Swap (Prag)
- 1365 Ch. Swebl (Brünn)
- 1392 Konrad Schwebel (Pfarrer zu Fürstenwalde).
- 1414 Ch. Swabel (Nikolsberg)

## Namensträger
- Ernst August Schwebel (1886–1955), deutscher Verwaltungsjurist
- Georg Schwebel (auch Schwöbel) (1885–1964), hessischer Landtagsabgeordneter und Bürgermeister von Siedelsbrunn
- Horst Schwebel (* 1940), deutscher Autor
- Johann Schwebel (1490–1540), deutscher Theologe
- Johann Andreas Schwebel (João André) (im 18. Jhd.), deutscher Zeichner und Militärarchitekt
- Karl Heinz Schwebel (1911–1992), deutscher Historiker
- Nicolaus Schwebel (1713–1773), deutscher Philologe, Dichter und Pädagoge
- Oskar Schwebel (1845–1891), deutscher Theologe, Chronist und Heimatforscher
- Otto Schwebel (1903–1976), deutscher Politiker (NSDAP)
- Stephen Myron Schwebel (* 1929), amerikanischer Jurist, Präsident des Internationalen Gerichtshofs von 1997 bis 2000
- Thomas Schwebel (* 1959), deutscher Musiker und Drehbuchautor